# B-4 (Bosnië en Herzegovina)
De B-4 of Brza cesta 4 is een geplande expresweg in Bosnië en Herzegovina, die door zowel de Federatie van Bosnië en Herzegovina als de Servische Republiek zal lopen. De weg zal van Sarajevo via Trnovo en  Goražde naar de Montenegrijnse grens lopen. In Montenegro zal de weg verder lopen naar Pljevlja. Zo zal de B-4 een alternatief gaan vormen voor de nationale weg M-18.